# Wolfgang Kessler (Historiker)
Wolfgang Kessler (* 22. Dezember 1946 in Hamm) ist ein deutscher Historiker mit einem Themenschwerpunkt auf der Geschichte Südosteuropas. Von 1991 bis 2011 war er Direktor der Martin-Opitz-Bibliothek (der vormaligen Bücherei des deutschen Ostens) in Herne.

## Akademischer Werdegang
Kessler studierte Geschichte, Slavistik und Osteuropäische Geschichte an der Ruhr-Universität Bochum. Nachdem er 1980 bei Hans Lemberg in Düsseldorf mit einer Arbeit über Politik, Kultur und Gesellschaft in Kroatien und Slawonien in der ersten Hälfte des 19. Jahrhunderts promoviert worden war, wechselte er mit seinem Doktorvater nach Marburg, wo er als wissenschaftlicher Assistent tätig war. In den 1990er Jahren wandte er sich inhaltlich stärker der Geschichte der Deutschen in Polen zu und wurde 1991 Direktor in Herne.

## Ämter und Mitgliedschaften
- Kessler war von 1996 bis 2005 Vorsitzender der Kommission für die Geschichte der Deutschen in Polen.
- Er ist Mitglied der Kommission für die Geschichte und Kultur der Deutschen in Südosteuropa und des Herder Forschungsrates (seit 1988).
- Bis Dezember 2011 war er Direktor der Martin-Opitz-Bibliothek in Herne.

## Publikationen (Auswahl)
- Politik, Kultur und Gesellschaft in Kroatien und Slawonien in der ersten Hälfte des 19. Jahrhunderts. München 1981.
- Aspekte ostdeutscher Landesgeschichte. Lüneburg 1989.

Herausgeberschaften
- mit Franz Heiduk: Der Wächter und Eichendorff-Kalender. Gesamt-Inhaltsverzeichnis. Jan Thorbecke Verlag, Sigmaringen 1985, ISBN 3-7995-1804-5.
- Otto Heike: Leben im deutsch-polnischen Spannungsfeld. 2. Auflage, Herne 2002.
- Hermann Rauschning: Die Abwanderung der deutschen Bevölkerung aus Westpreußen und Posen nach dem Ersten Weltkrieg. Ein Beitrag zur Geschichte der deutsch-polnischen Beziehungen 1919–1929. Berlin 1988 (Nachdruck).
- (Nachwort) Arthur Rhode: Erinnerungen an die Kriegszeit in der Provinz Posen 1914–1920. Herne 2003.
- mit Markus Krzoska: Zwischen Region und Nation. 125 Jahre Forschung zur Geschichte der Deutschen in Polen. Osnabrück 2013.